# Castello Piccolomini (Capestrano)
Das Castello Piccolomini ist eine  Burg in der italienischen Gemeinde Capestrano in der Provinz L’Aquila im Nationalpark Gran Sasso und Monti della Laga.

## Geschichte
Die Burg von Capestrano entstand in den Resten einer mittelalterlichen Befestigung, von der der Turm mit prismatischem Grundriss erhalten geblieben ist. Die heutigen Gebäude sind das Ergebnis zahlreicher Umbauten, die den dort wohnenden Familien zugeschrieben werden, wie den Acquavivas, den Piccolominis (von denen der heutige Name der Burg kommt) und den Medicis, denen die Burg bis zur Abschaffung der Feudalherrschaft gehörte.
Die heutigen Gebäude stammen von 1485 und das Innere der Burg wurde 1924 vollständig restauriert, wobei große Teile der originalen Bausubstanz verlorenging. Heute gehört die Burg der Gemeinde Capestrano, die dort die Stadtverwaltung und die Büros der Pro Loco untergebracht hat.
Im Burghof wurde eine lebensgroße Kopie des Kriegers von Capestrano aufgestellt.

## Beschreibung
Die Höhenburg besteht aus zwei Gebäuden in L-Form, von denen das größere, das nach Südwesten ausgerichtet ist, die Hauptfassade auf den Dorfplatz trägt, wogegen das kleinere den Innenhof nach Nordwesten abschließt und auf der Nordostseite den Turm des mittelalterlichen Vorgängergebäudes beinhaltet.
Die Hauptfassade wird von zwei Rundtürmen flankiert. Über dem Eingang ist das Wappen der Piccolominis angebracht und im ersten Obergeschoss gibt es fünf Renaissance-Spitzbogenfenster in Marmor. Der ursprüngliche Eingang dagegen befand sich auf der Ostseite des Gebäudes und war durch einen Burggraben geschützt; von diesem Eingang sind heute nur noch das Ravelin und die Öffnungen für die Ketten der Zugbrücke erhalten, die heute durch eine Steintreppe ersetzt ist.
In der Mitte des Innenhofes liegt ein Marmorbrunnen aus dem 15. Jahrhundert, flankiert von zwei Säulen mit Kapitellen. Eine Steintreppe vermittelt den Zugang vom Hof zu den oberen Stockwerken.

## Galeriebilder

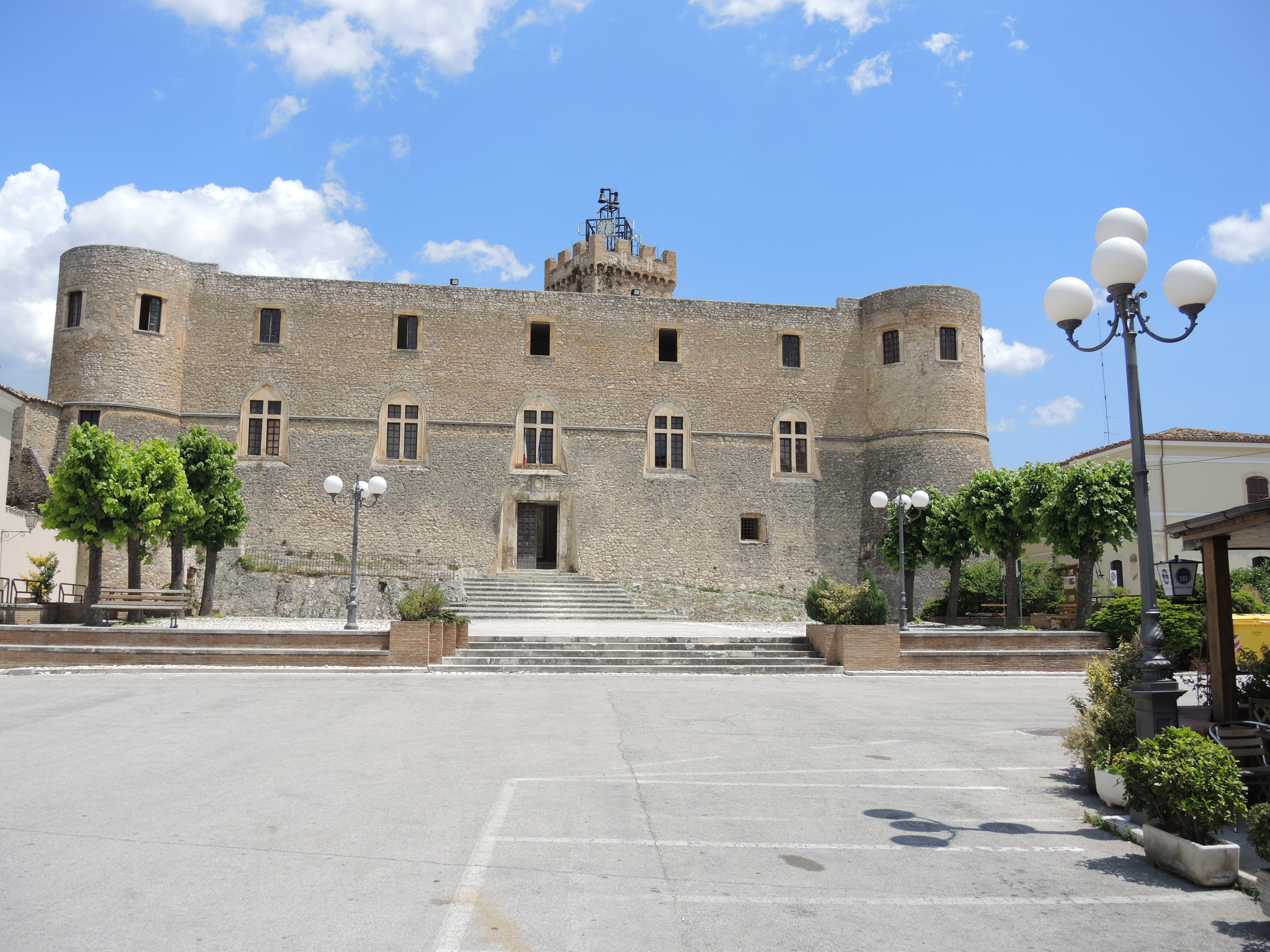
Vorplatz
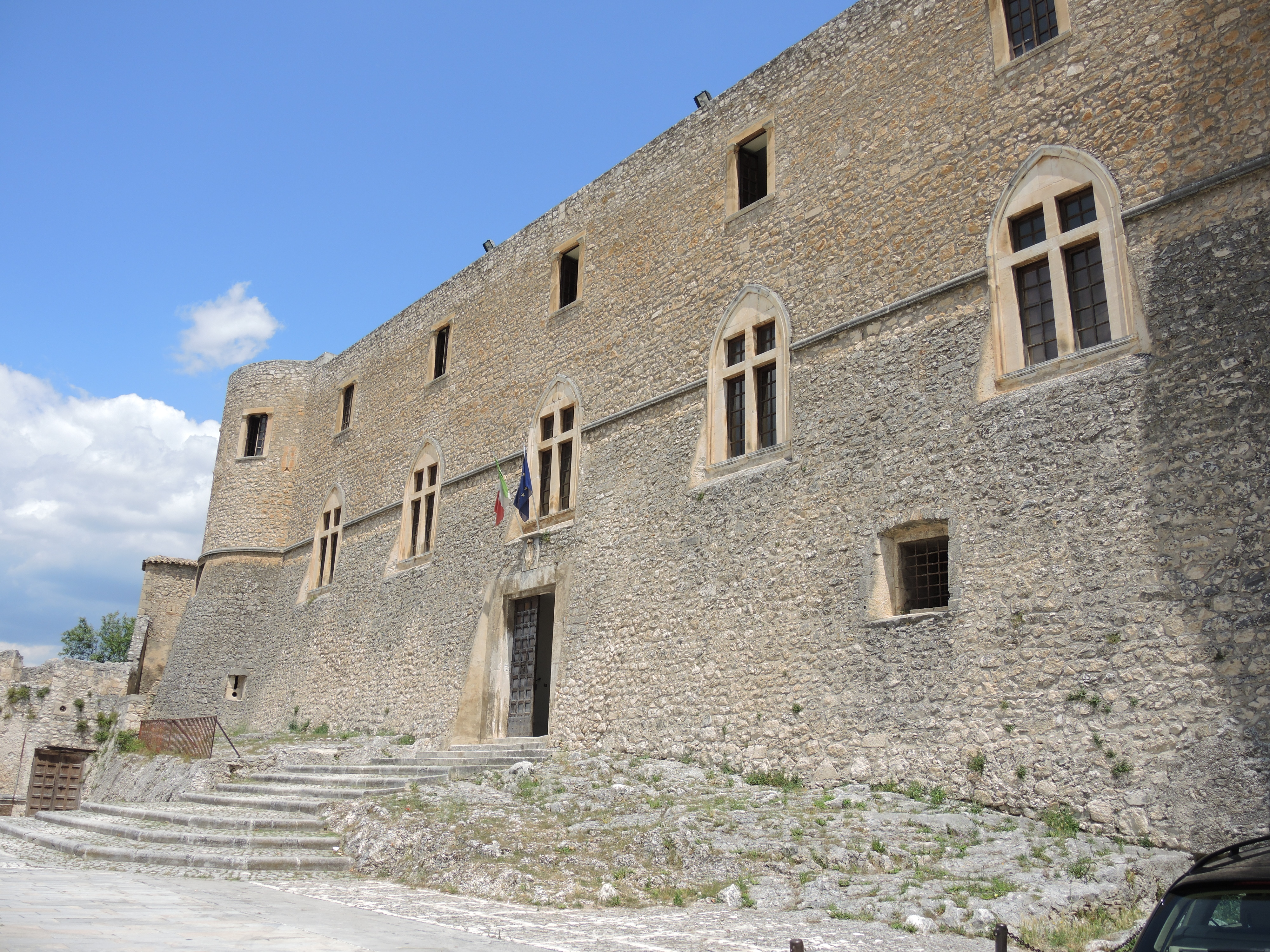
Fassade
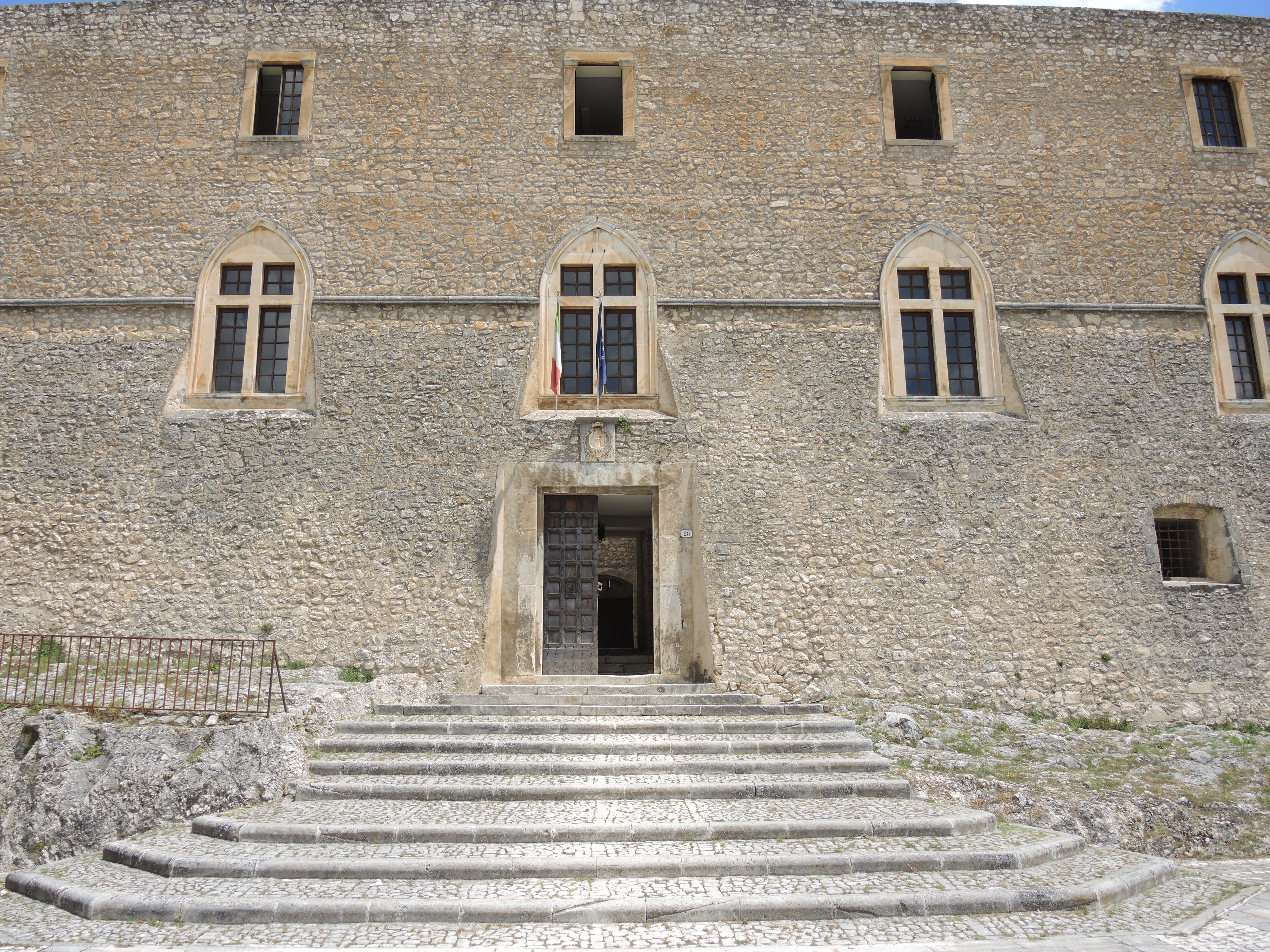
Eingangsportal
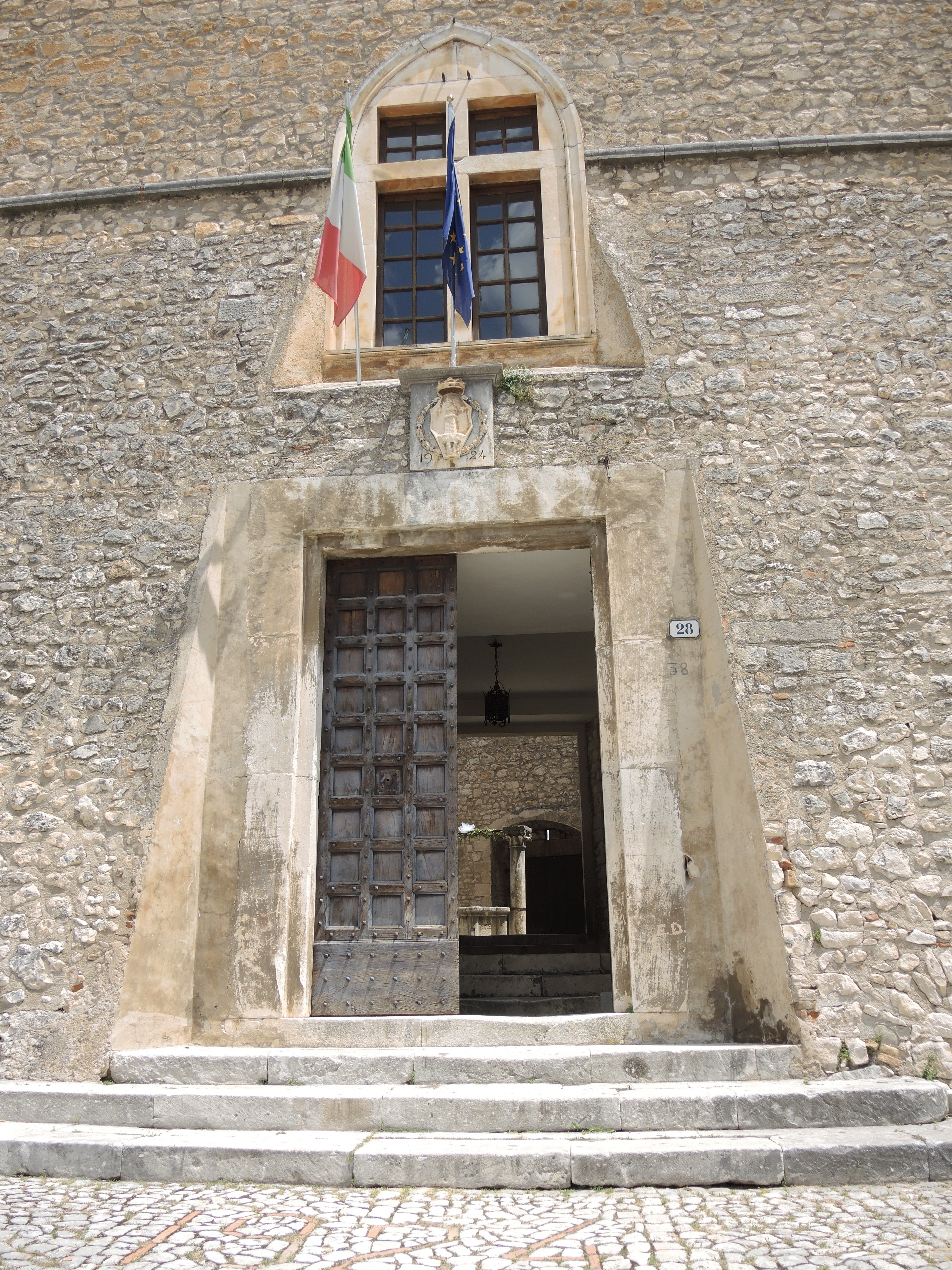
Eingang
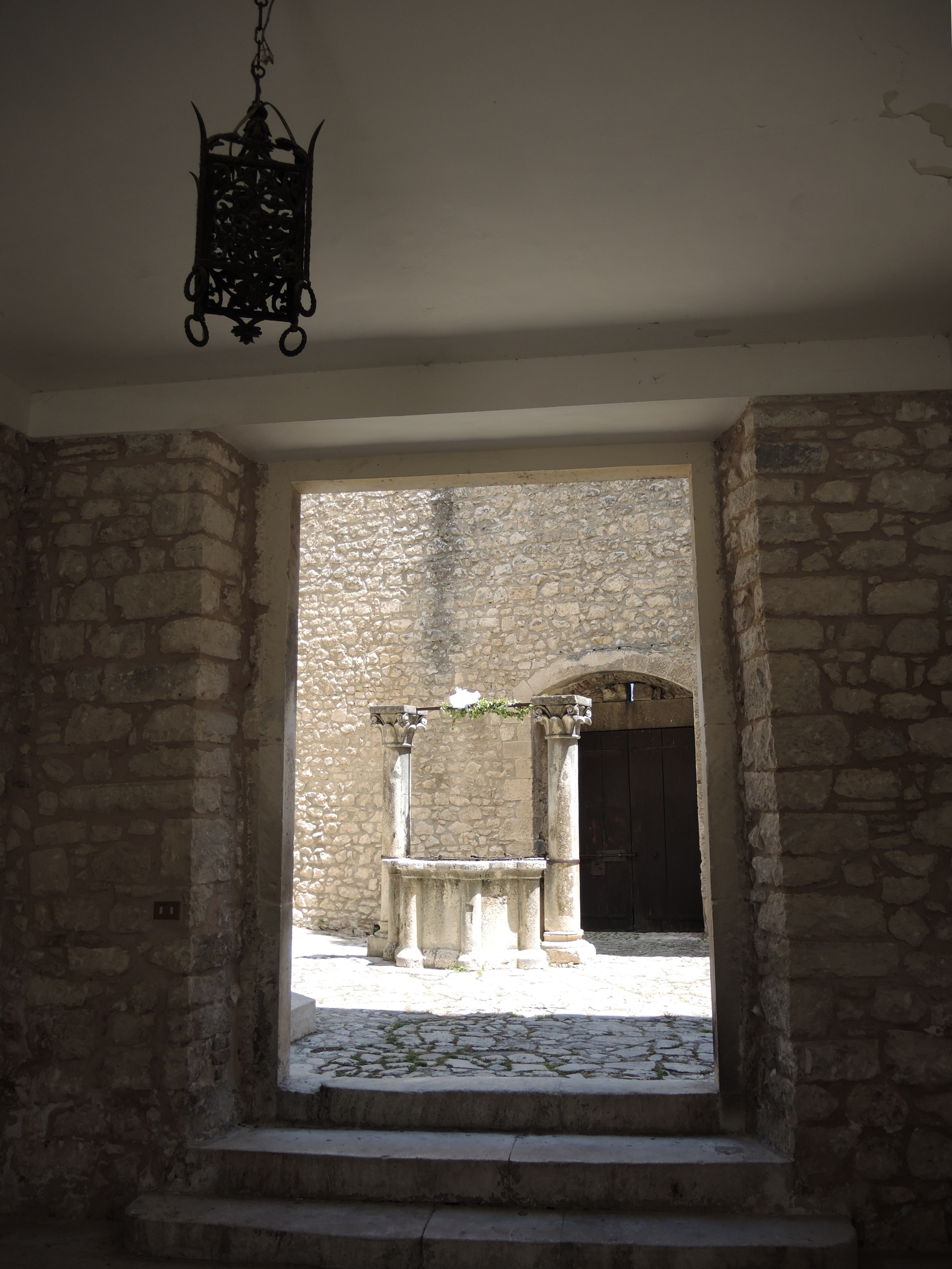
Innenhof
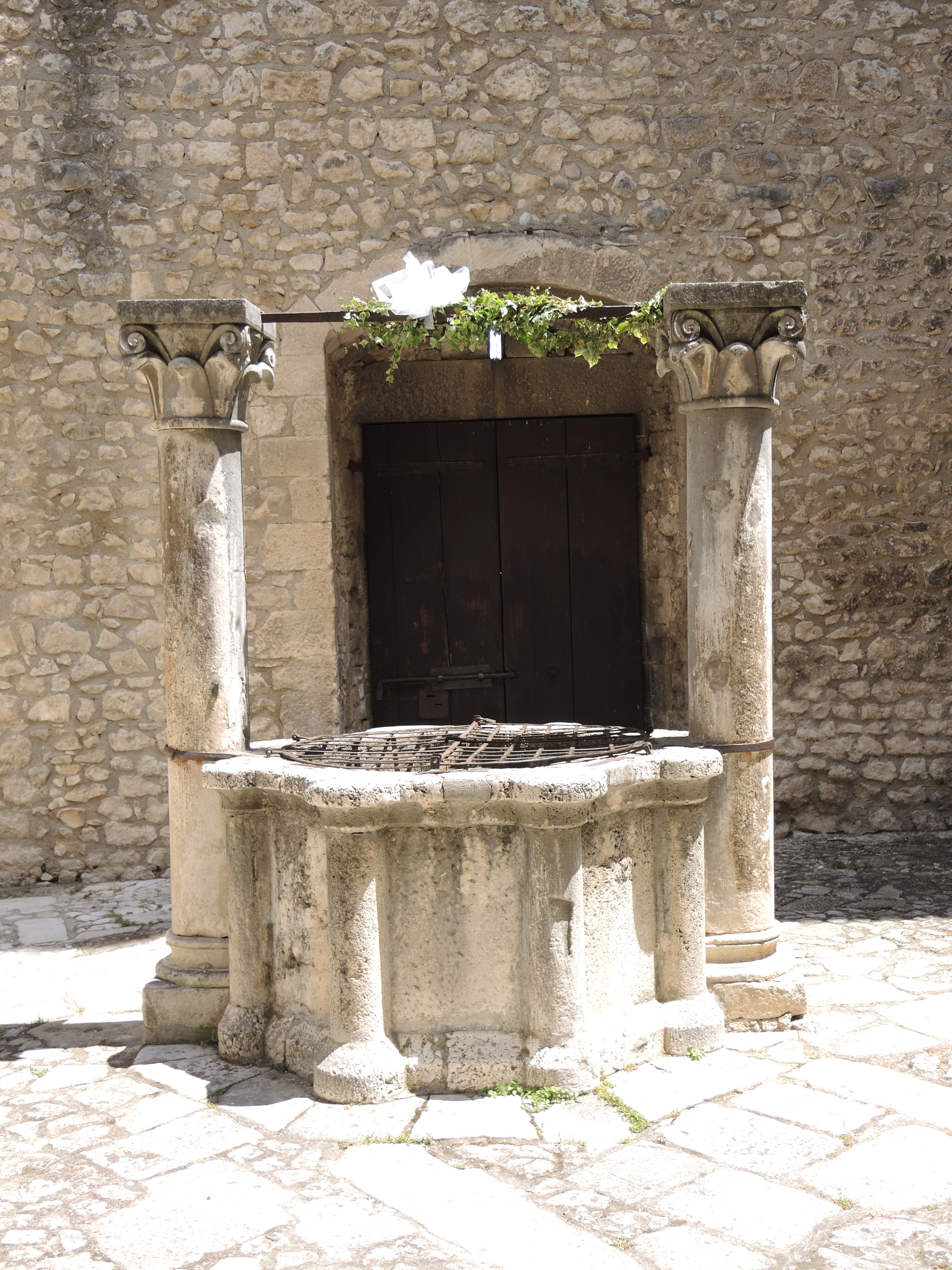
Brunnen
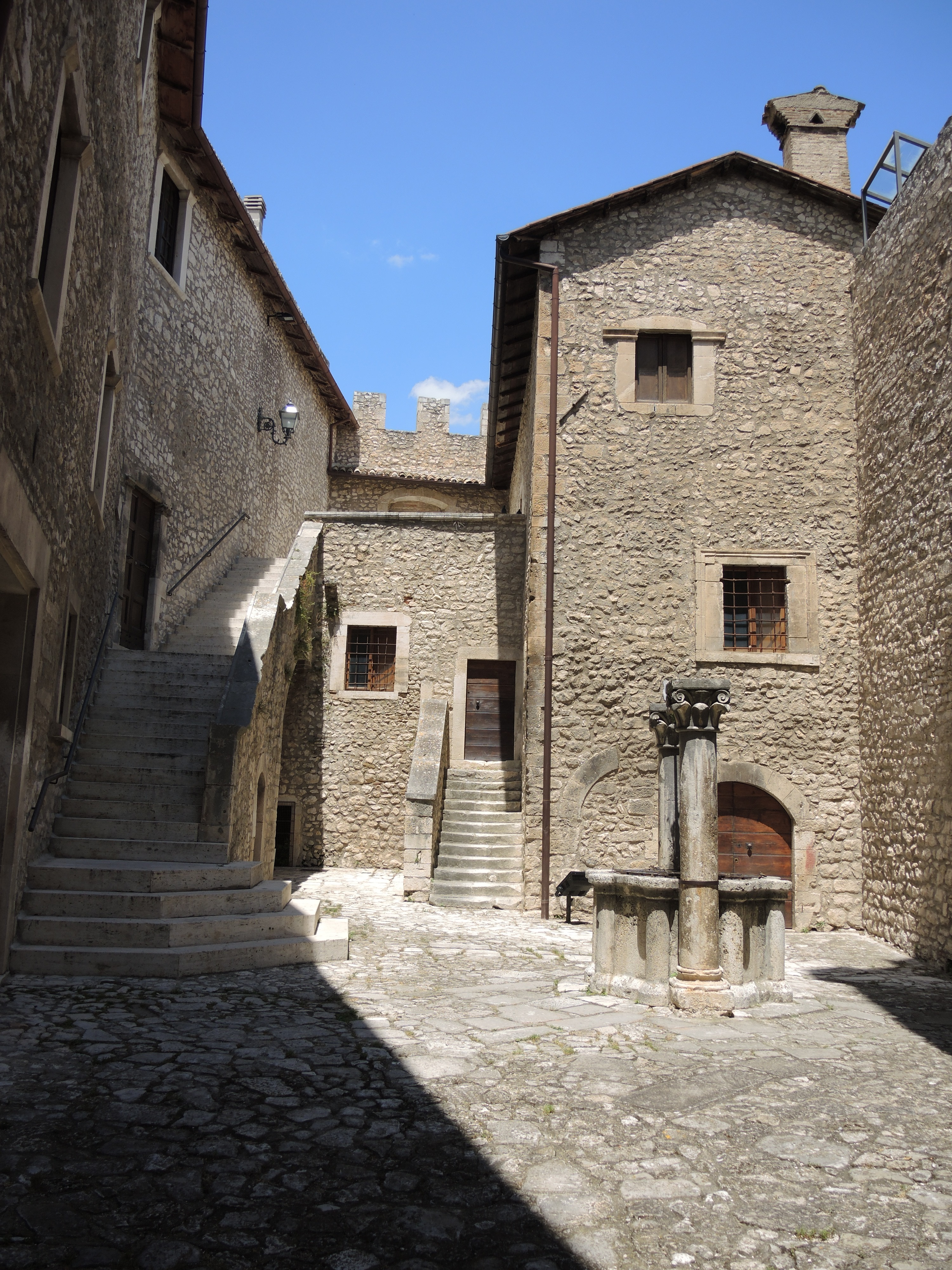
Westlicher Teil des Innenhofes
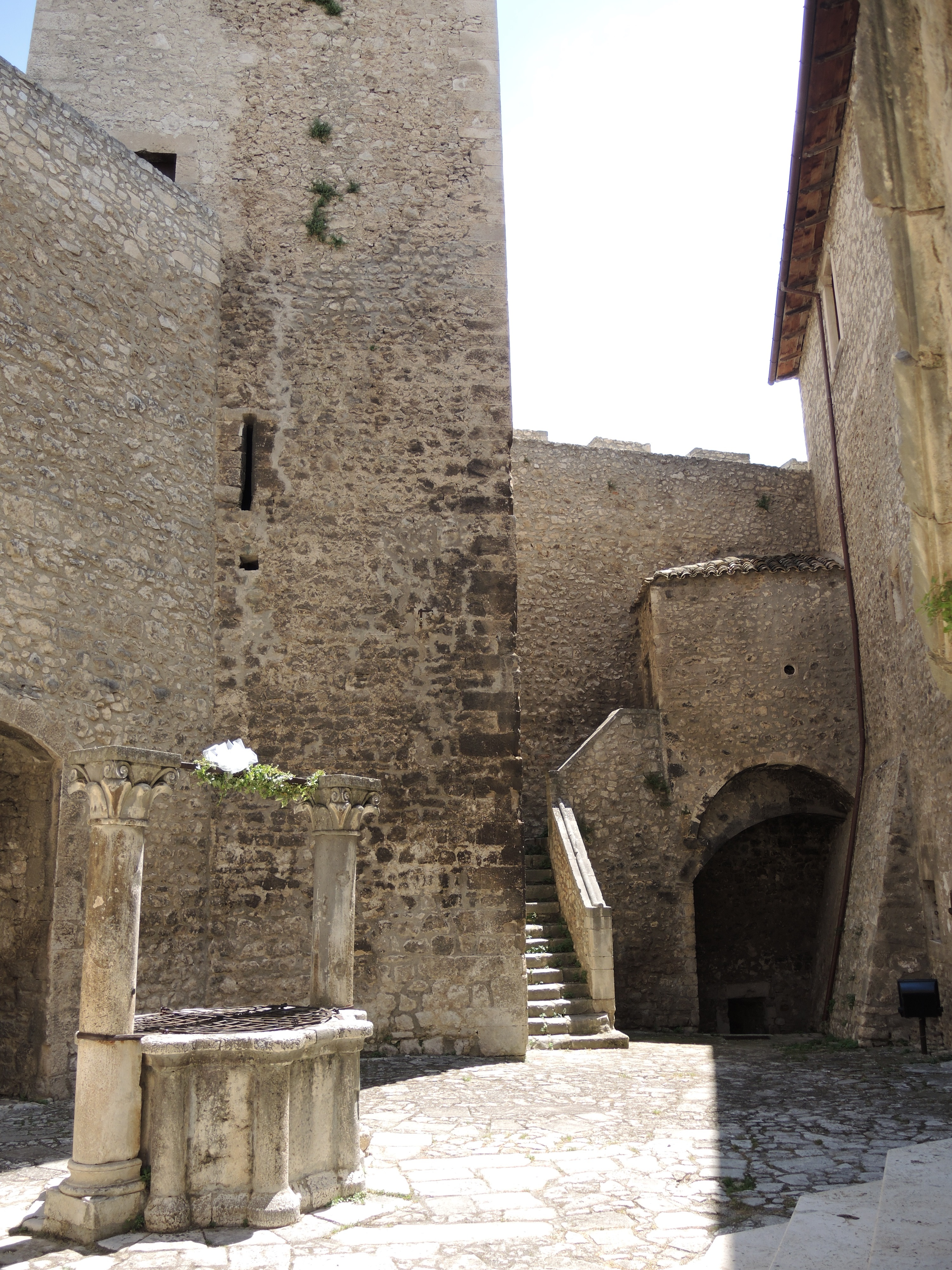
Östlicher Teil des Innenhofes
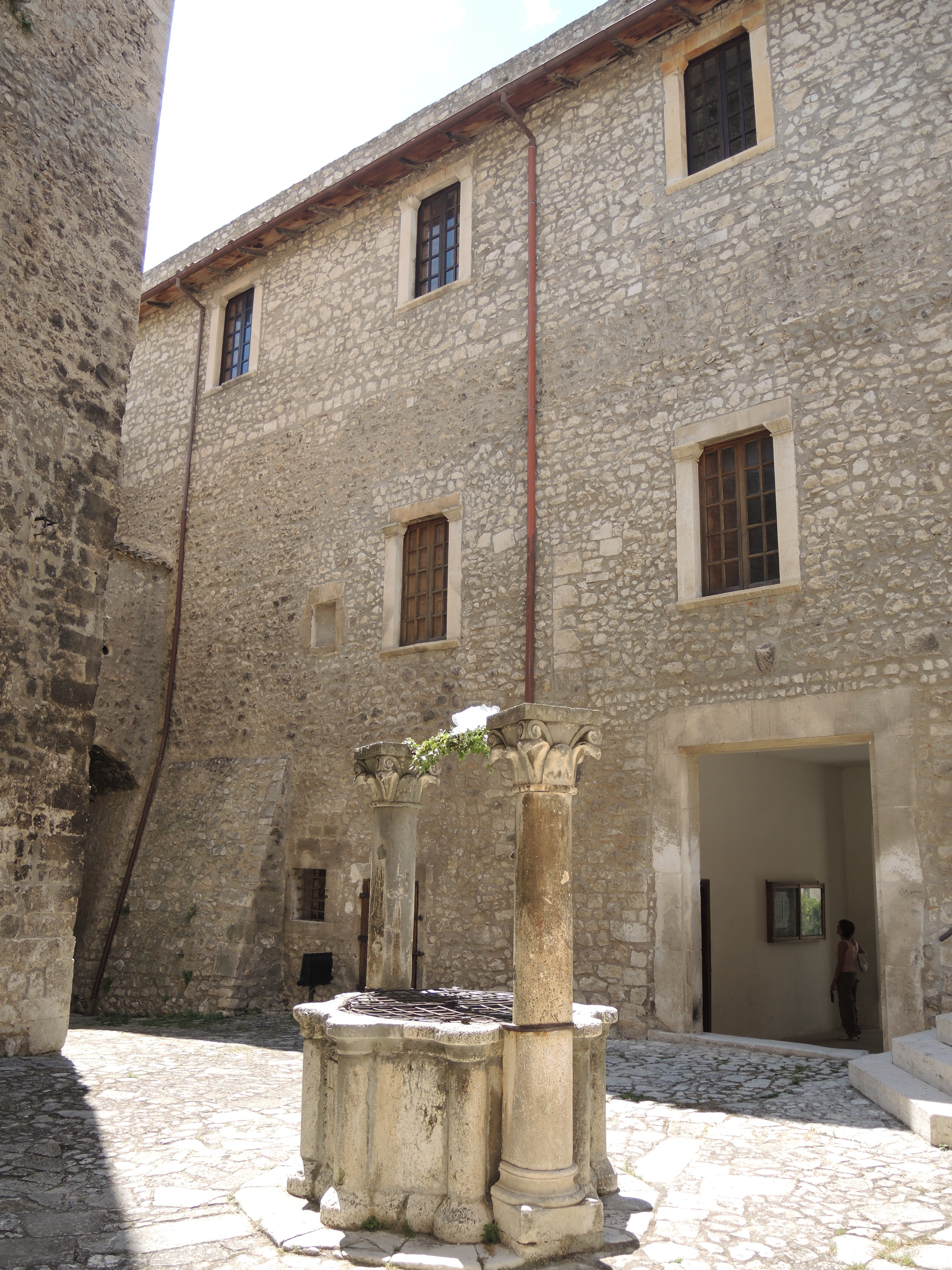
Blick auf den Eingang
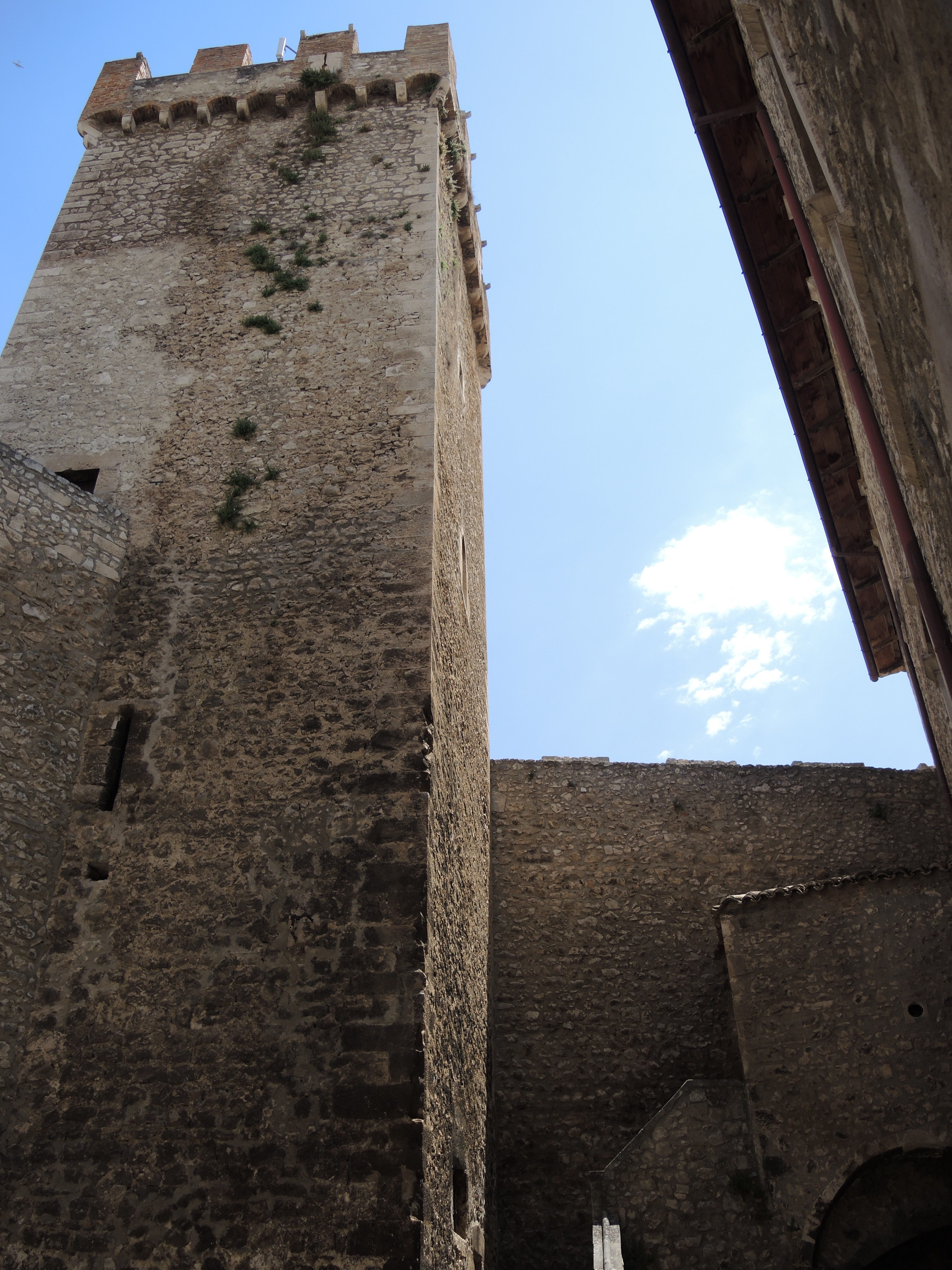
Mittelalterlicher Turm